# Jay Herford
Jay Timothy Herford (* 22. August 1987 in Crofton, Maryland) ist ein US-amerikanischer Fußballtorwart, der seit 2010 im Kader von Crystal Palace Baltimore steht. Nach dem Ende des Spieljahres 2010 endete die Kooperation zwischen dem englischen Mutterverein Crystal Palace und dem US-amerikanischen Franchise, da es auf Seiten der Engländer zu finanziellen Engpässen kam. Aufgrund der dortigen Situation nahmen sich die US-Amerikaner eine Auszeit, die bislang nur für eine Spielzeit festgelegt wurde. Ein Start in der neuen NASL wird für das Jahr 2012 angestrebt; während dieser Zeit verweilt Herford einsatzlos im Kader des Franchises.
Sein bislang einziges Profispiel absolvierte er am 12. August 2009, wo er ironischerweise nicht als Torwart eingesetzt wurde, sondern als Stürmer in Erscheinung trat.
Seit 2010 ist Herford auch als Torwarttrainer beim Fußballteam der Johns Hopkins Blue Jays, der Sportabteilung der Johns Hopkins University, engagiert.

## Spielerkarriere

### Karrierebeginn in der Heimat
Herford wurde im Jahre 1987 als Sohn von Edward Herford und Mary Ann Perret in der seit 1964 bestehenden Stadt Crofton im US-Bundesstaat Maryland geboren. Nach der Grundschule und Junior High, die er beide in seiner Heimatregion absolvierte, führte es ihn an die South River High School nach Edgewater, Maryland, die allerdings zu Herfords Heimatstadt Crofton gehört. Dort erhielt er im Laufe der Jahre drei Varsity Letters und wurde in seinem Senior-Jahr unter anderem von der Baltimore Sun und der Washington Post ins All-County-First-Team gewählt. Innerhalb seines Heimatbundesstaates zog es ihn nach seinem High-School-Abschluss im Jahre 2005 an die Frostburg State University, wo er Hauptstudiengang Marketing wählte und sich zudem ins Fußballteam der universitätseigenen Sportabteilung, den Frostburg Bobcats, eintrug. In seinem Freshman-Jahr noch ständiger Ersatz brachte er es in diesem ersten Spieljahr auf lediglich zwei Meisterschaftseinsätze. Sein Debüt gab er dabei bei einem klaren 8:0-Kantersieg über das Team des Mt. Aloysius Colleges, bei dem er in einer Spielhälfte Bryn Varhol im Tor von Frostburg ersetzte. Das Spiel, bei dem es die Frostburg Bobcats auf 43 Schüsse brachten und das Mt. Aloysius College lediglich einen einzigen Schuss im gesamten Spielverlauf verzeichnen konnten, sollte allerdings nicht der einzige Einsatz für Herford bleiben. Etwa einen Monat später erhielt er bei einem 4:0-Erfolg über das Hilbert College einen weiteren rund halbstündigen Kurzeinsatz. Damit endete für ihn auch das Spieljahr 2005, ehe er es im folgenden Jahr bereits zu mehreren Einsätze brachte. So absolvierte er 2006 acht Meisterschaftspartien, von denen er in sechs Spielen von Beginn an das Tor seiner Mannschaft hütete. In den darauffolgenden beiden Jahren avancierte Herford zu einer Stammkraft im Tor der Bobcats, der die Mannschaft auch begleitete, als diese das Titelspiel in der „Eastern College Athletic Conference South Region“ absolvierte. Des Weiteren erhielt er aufgrund seiner Leistung auch noch eine besondere Ehrung der Allegheny Mountain Collegiate Conference. In seinem Abschlussjahr erfuhr Jay Herford weitere Ehrungen, darunter eine All-Conference-Second-Team-Ehrung, nachdem er die Saison unter anderem mit den zweitwenigsten erhaltenen Gegentreffern im Durchschnitt abschloss. Insgesamt wurde er in seiner Studienzeit gleich zweimal zum „All-Allegheny-Mountain-Collegiate-Conference-Goalkeeper“ ausgezeichnet und führte die Mannschaft zwei Jahre lang als Mannschaftskapitän an.

### Erste Versuche im Profifußball
Nach dem Ende seiner Zeit an der Frostburg State University blieb Herford eine Zeit lang vereinslos, ehe er sich im April 2009 den Harrisburg City Islanders mit Spielbetrieb in der als drittklassig angesehenen damaligen  USL Second Division anschloss. Dort konnte der Torhüter allerdings nicht überzeugen und stand hinter Chase Harrison und Tomer Chencinski zumeist nur als dritter Schlussmann im Kader. Dennoch kam er in dieser Saison noch zu seinem Profidebüt, als er am 12. August 2009 bei einer 1:2-Niederlage gegen die Western Mass Pioneers kurz vor Spielende ironischerweise nicht als Torhüter, sondern als Stürmer eingesetzt wurde und dabei ab der 88. Spielminute den erfahrenen Abwehrspieler Dustin Bixler ersetzte. Dies war zugleich auch der einzige Profieinsatz, den Jay Herford in dieser Spielzeit verzeichnen konnte. Bereits im darauffolgenden Jahr wechselte der gelernte Torhüter erneut den Verein und schloss sich im Sommer 2010 dem Franchise Crystal Palace Baltimore an, wo er vorerst nur als Ersatz für den 1er-Torwart Evan Bush gedacht war. Mit der Mannschaft bestritt er die USSF Division 2 Professional League, die nur in diesem Spieljahr ausgetragen wurde, und stand dabei in lediglich fünf Partien als zweiter Torwart im Kader. Die restliche Spiele stand er zumeist gar nicht im Kader oder wurde durch Chase Harrison, den es ebenfalls nach Baltimore zog, oder Mark Murphy ersetzt. Nachdem aufgrund finanzieller Probleme die Bindung zum englischen Mutterverein Crystal Palace riss, beschlossen die Verantwortlichen des US-amerikanischen Franchises das Team für eine Spielzeit aussetzen zu lassen und strebten hingegen einen Neustart in der neuen NASL im Jahre 2012 an. Während dieser Zeit verweilt Herford einsatzlos im Kader des Franchises, obgleich es ihm freigestellt ist, sich einen neuen Verein zu suchen. Im Januar 2011 schloss er sich kurzzeitig der USL Men’s Player Combine an, die im Blackbaud Stadium in Charleston, South Carolina abgehalten wurde. Im März 2011 begab er sich bereits im dritten Jahr in Folge zum Trainingscamp der Harrisburg City Islanders, bei denen er allerdings 2010 nicht überzeugen konnte und sein Glück nun für das Jahr 2011 erhoffte.

## Trainerkarriere
Im Jahre 2010 wurde er als Torwarttrainer in die Herrenfußballmannschaft der Johns Hopkins Blue Jays, der Sportabteilung der Johns Hopkins University, geholt. Dort unterstützte er sporadisch auch Stephen King, den Torwarttrainer der universitätseigenen Damenfußballmannschaft. Die Herren brachten es dabei über die gesamte Saison hinweg auf 15 Siege, vier Niederlagen und drei Unentschieden. Auch für die Saison 2011 setzte Herford seine Tätigkeit als Torwarttrainer der Universitätsmannschaft fort.